# WTA Tour 2024
Die WTA Tour 2024 war der 54. Jahrgang der Damentennis-Turnierserie, die von der Women’s Tennis Association ausgetragen wurde.
Als Reaktion auf den russischen Überfall auf die Ukraine seit 2022 durften die Spielerinnen aus Russland und Belarus seit dem 28. Februar 2022 nicht unter ihrer Flagge antreten.
Der Teamwettbewerb Billie Jean King Cup wurden wie die Grand-Slam-Turniere nicht von der WTA, sondern von der ITF organisiert. Hier werden sie dennoch aufgeführt, da die Spitzenspielerinnen auch diese Turniere in der Regel spielten.

## Turnierplan
| Kategorie              |
| ---------------------- |
| Grand Slam             |
| Jahresendveranstaltung |
| WTA 1000               |
| WTA 500                |
| WTA 250                |

| Sonstige             |
| -------------------- |
| Billie Jean King Cup |
| Olympische Spiele    |

Erklärungen

Die Zeichenfolge von z. B. 128E/96Q/64D/32M hat folgende Bedeutung:

128E = 128 Spielerinnen spielen im Einzel

96Q = 96 Spielerinnen spielen die Qualifikation im Einzel

64D = 64 Paarungen spielen im Doppel

32M = 32 Paarungen spielen im Mixed

### Januar
| Datum 1 | Turnier                                                                                        | Sieger(in)                           | Finalgegner(in)                      | Ergebnis          |
| ------- | ---------------------------------------------------------------------------------------------- | ------------------------------------ | ------------------------------------ | ----------------- |
| 01.01.  | United Cup Sydney, Perth, Australien WTA 500 – 15.000.000 AU$ Hartplatz – 18 Mannschaften      | Deutschland                          | Polen                                | 2:1               |
| 01.01.  | Brisbane International Brisbane, Australien WTA 500 – 1.736.763 $ Hartplatz – 56E/24Q/24D      | Jelena Rybakina                      | Aryna Sabalenka                      | 6:0, 6:3          |
| 01.01.  | Brisbane International Brisbane, Australien WTA 500 – 1.736.763 $ Hartplatz – 56E/24Q/24D      | Ljudmyla Kitschenok Jeļena Ostapenko | Greet Minnen Heather Watson          | 7:5, 6:2          |
| 01.01.  | ASB Classic Auckland, Neuseeland WTA 250 – 267.082 $ Hartplatz – 32E/24Q/15D                   | Coco Gauff                           | Elina Switolina                      | 6:74, 6:3, 6:3    |
| 01.01.  | ASB Classic Auckland, Neuseeland WTA 250 – 267.082 $ Hartplatz – 32E/24Q/15D                   | Anna Danilina Viktória Hrunčáková    | Marie Bouzková Bethanie Mattek-Sands | 6:3, 6:75, [10:8] |
| 08.01.  | Adelaide International Adelaide, Australien WTA 500 – 922.573 $ Hartplatz – 30E/24Q/16D        | Jeļena Ostapenko                     | Darja Kassatkina                     | 6:3, 6:2          |
| 08.01.  | Adelaide International Adelaide, Australien WTA 500 – 922.573 $ Hartplatz – 30E/24Q/16D        | Beatriz Haddad Maia Taylor Townsend  | Caroline Garcia Kristina Mladenovic  | 7:5, 6:3          |
| 08.01.  | Hobart International Hobart, Australien WTA 250 – 267.082 $ Hartplatz – 32E/24Q/16D            | Emma Navarro                         | Elise Mertens                        | 6:1, 4:6, 7:5     |
| 08.01.  | Hobart International Hobart, Australien WTA 250 – 267.082 $ Hartplatz – 32E/24Q/16D            | Chan Hao-ching Giuliana Olmos        | Guo Hanyu Jiang Xinyu                | 6:3, 6:3          |
| 15.01.  | Australian Open Melbourne, Australien Grand Slam – AU-$ Hartplatz – 128E/128Q/64D/32M          | Aryna Sabalenka                      | Zheng Qinwen                         | 6:3, 6:2          |
| 15.01.  | Australian Open Melbourne, Australien Grand Slam – AU-$ Hartplatz – 128E/128Q/64D/32M          | Hsieh Su-wei Elise Mertens           | Ljudmyla Kitschenok Jeļena Ostapenko | 6:1, 7:5          |
| 15.01.  | Australian Open Melbourne, Australien Grand Slam – AU-$ Hartplatz – 128E/128Q/64D/32M          | Hsieh Su-wei Jan Zieliński           | Desirae Krawczyk Neal Skupski        | 6:75, 6:4, [11:9] |
| 29.01.  | Upper Austria Ladies Linz Linz, Österreich WTA 500 – 922.573 $ Hartplatz (Halle) – 28E/24Q/16D | Jeļena Ostapenko                     | Jekaterina Alexandrowa               | 6:2, 6:3          |
| 29.01.  | Upper Austria Ladies Linz Linz, Österreich WTA 500 – 922.573 $ Hartplatz (Halle) – 28E/24Q/16D | Sara Errani Jasmine Paolini          | Nicole Melichar-Martinez Ellen Perez | 7:5, 4:6, [10:7]  |
| 29.01.  | Thailand Open Hua Hin, Thailand WTA 250 – 267.082 $ Hartplatz – 32E/24Q/16D                    | Diana Schneider                      | Zhu Lin                              | 6:3, 2:6, 6:1     |
| 29.01.  | Thailand Open Hua Hin, Thailand WTA 250 – 267.082 $ Hartplatz – 32E/24Q/16D                    | Miyu Katō Aldila Sutjiadi            | Guo Hanyu Jiang Xinyu                | 6:4, 1:6, [10:7]  |

### Februar
| Datum 1 | Turnier | Siegerin                             | Finalgegnerin                        | Ergebnis      |
| ------- | --- | ------------------------------------ | ------------------------------------ | ------------- |
| 05.02.  | Mubadala Abu Dhabi Open Abu Dhabi, Vereinigte Arabische Emirate WTA 500 – 922.573 $ Hartplatz – 28E/24Q/16D             | Jelena Rybakina                      | Darja Kassatkina                     | 6:1, 6:4      |
| 05.02.  | Mubadala Abu Dhabi Open Abu Dhabi, Vereinigte Arabische Emirate WTA 500 – 922.573 $ Hartplatz – 28E/24Q/16D             | Sofia Kenin Bethanie Mattek-Sands    | Linda Nosková Heather Watson         | 6:4, 7:64     |
| 05.02.  | Transylvania Open Cluj-Napoca, Rumänien WTA 250 – 267.082 $ Hartplatz – 32E/24Q/16D                                     | Karolína Plíšková                    | Ana Bogdan                           | 6:4, 6:3      |
| 05.02.  | Transylvania Open Cluj-Napoca, Rumänien WTA 250 – 267.082 $ Hartplatz – 32E/24Q/16D                                     | Caty McNally Asia Muhammad           | Harriet Dart Tereza Mihalíková       | 6:3, 6:4      |
| 12.02.  | Qatar TotalEnergies Open Doha, Katar WTA 1000 – 3.211.715 $ Hartplatz – 56E/32Q/28D                                     | Iga Świątek                          | Jelena Rybakina                      | 7:68, 6:2     |
| 12.02.  | Qatar TotalEnergies Open Doha, Katar WTA 1000 – 3.211.715 $ Hartplatz – 56E/32Q/28D                                     | Demi Schuurs Luisa Stefani           | Caroline Dolehide Desirae Krawczyk   | 6:4, 6:2      |
| 19.02.  | Dubai Duty Free Tennis Championships Dubai, Vereinigte Arabische Emirate WTA 1000 – 3.211.715 $ Hartplatz – 56E/32Q/28D | Jasmine Paolini                      | Anna Kalinskaja                      | 4:6, 7:5, 7:5 |
| 19.02.  | Dubai Duty Free Tennis Championships Dubai, Vereinigte Arabische Emirate WTA 1000 – 3.211.715 $ Hartplatz – 56E/32Q/28D | Storm Hunter Kateřina Siniaková      | Nicole Melichar-Martinez Ellen Perez | 6:4, 6:2      |
| 26.02.  | Cymbiotika San Diego Open San Diego, Vereinigte Staaten WTA 500 – 922.573 $ Hartplatz – 28E/24Q/16D                     | Katie Boulter                        | Marta Kostjuk                        | 5:7, 6:2, 6:2 |
| 26.02.  | Cymbiotika San Diego Open San Diego, Vereinigte Staaten WTA 500 – 922.573 $ Hartplatz – 28E/24Q/16D                     | Nicole Melichar-Martinez Ellen Perez | Desirae Krawczyk Jessica Pegula      | 6:1, 6:2      |
| 26.02.  | ATX Open Austin, Vereinigte Staaten WTA 250 – 267.082 $ Hartplatz – 32E/24Q/16D                                         | Yuan Yue                             | Wang Xiyu                            | 6:4, 7:44     |
| 26.02.  | ATX Open Austin, Vereinigte Staaten WTA 250 – 267.082 $ Hartplatz – 32E/24Q/16D                                         | Olivia Gadecki Olivia Nicholls       | Katarzyna Kawa Bibiane Schoofs       | 6:2, 6:4      |

### März
| Datum 1 | Turnier                                                                                          | Siegerin                          | Finalgegnerin                     | Ergebnis          |
| ------- | ------------------------------------------------------------------------------------------------ | --------------------------------- | --------------------------------- | ----------------- |
| 04.03.  | BNP Paribas Open Indian Wells, Vereinigte Staaten WTA 1000 – 9.258.080 $ Hartplatz – 96E/48Q/32D | Iga Świątek                       | Maria Sakkari                     | 6:4, 6:1          |
| 04.03.  | BNP Paribas Open Indian Wells, Vereinigte Staaten WTA 1000 – 9.258.080 $ Hartplatz – 96E/48Q/32D | Hsieh Su-wei Elise Mertens        | Storm Hunter Kateřina Siniaková   | 6:3, 6:4          |
| 18.03.  | Miami Open Miami, Vereinigte Staaten WTA 1000 – 8.770.480 $ Hartplatz – 96E/48Q/32D              | Danielle Collins                  | Jelena Rybakina                   | 7:5, 6:3          |
| 18.03.  | Miami Open Miami, Vereinigte Staaten WTA 1000 – 8.770.480 $ Hartplatz – 96E/48Q/32D              | Sofia Kenin Bethanie Mattek-Sands | Gabriela Dabrowski Erin Routliffe | 4:6, 7:65, [11:9] |

### April
| Datum 1 | Turnier | Siegerin                                                                               | Finalgegnerin                                                            | Ergebnis                |
| ------- | --- | -------------------------------------------------------------------------------------- | ------------------------------------------------------------------------ | ----------------------- |
| 01.04.  | Credit One Charleston Open Charleston, Vereinigte Staaten WTA 500 – 922.573 $ Sandplatz – 48E/24Q/16D | Danielle Collins                                                                       | Darja Kassatkina                                                         | 6:2, 6:1                |
| 01.04.  | Credit One Charleston Open Charleston, Vereinigte Staaten WTA 500 – 922.573 $ Sandplatz – 48E/24Q/16D | Ashlyn Krueger Sloane Stephens                                                         | Ljudmyla Kitschenok Nadija Kitschenok                                    | 1:6, 6:3, [10:7]        |
| 01.04.  | Copa Colsanitas Bogotá, Kolumbien WTA 250 – 267.082 $ Sandplatz – 32E/24Q/16D | Camila Osorio                                                                          | Marie Bouzková                                                           | 6:3, 7:65               |
| 01.04.  | Copa Colsanitas Bogotá, Kolumbien WTA 250 – 267.082 $ Sandplatz – 32E/24Q/16D | Cristina Bucșa Kamilla Rachimowa                                                       | Anna Bondár Irina Chromatschowa                                          | 7:65, 3:6, [10:8]       |
| 08.04.  | Billie Jean King Cup, Qualifikation Brisbane, Australien Biel/Bienne, Schweiz Le Portel, Frankreich Orlando, Vereinigte Staaten Tokio, Japan São Paulo, Brasilien Bratislava, Slowakei Fernandina Beach, Vereinigte Staaten | Australien Polen Großbritannien Vereinigte Staaten Japan Deutschland Slowakei Rumänien | Mexiko Schweiz Frankreich Belgien Kasachstan Brasilien Slowenien Ukraine | 4:0 3:1 4:0 3:1 4:0 3:2 |
| 15.04.  | Porsche Tennis Grand Prix Stuttgart, Deutschland WTA 500 – 922.573 $ Sandplatz (Halle) – 28E/16Q/16D | Jelena Rybakina                                                                        | Marta Kostjuk                                                            | 6:2, 6:2                |
| 15.04.  | Porsche Tennis Grand Prix Stuttgart, Deutschland WTA 500 – 922.573 $ Sandplatz (Halle) – 28E/16Q/16D | Chan Hao-ching Weronika Kudermetowa                                                    | Ulrikke Eikeri Ingrid Neel                                               | 4:6, 6:3, [10:2]        |
| 15.04.  | Open Capfinances Rouen Métropole Rouen, Frankreich WTA 250 – 267.082 $ Sandplatz (Halle) – 32E/24Q/16D | Sloane Stephens                                                                        | Magda Linette                                                            | 6:1, 2:6, 6:2           |
| 15.04.  | Open Capfinances Rouen Métropole Rouen, Frankreich WTA 250 – 267.082 $ Sandplatz (Halle) – 32E/24Q/16D | Tímea Babos Irina Chromatschowa                                                        | Naiktha Bains Maia Lumsden                                               | 6:3, 6:4                |
| 22.04.  | Mutua Madrid Open Madrid, Spanien WTA 1000 – 8.770.480 $ Sandplatz – 96E/48Q/32D | Iga Świątek                                                                            | Aryna Sabalenka                                                          | 7:5, 4:6, 7:67          |
| 22.04.  | Mutua Madrid Open Madrid, Spanien WTA 1000 – 8.770.480 $ Sandplatz – 96E/48Q/32D | Cristina Bucșa Sara Sorribes Tormo                                                     | Barbora Krejčíková Laura Siegemund                                       | 6:0, 6:2                |

### Mai
| Datum 1 | Turnier                                                                                             | Sieger(in)                             | Finalgegner(in)               | Ergebnis         |
| ------- | --------------------------------------------------------------------------------------------------- | -------------------------------------- | ----------------------------- | ---------------- |
| 06.05.  | Internazionali BNL d’Italia Rom, Italien WTA 1000 – 5.509.771 € Sandplatz – 96E/48Q/32D             | Iga Świątek                            | Aryna Sabalenka               | 6:2, 6:3         |
| 06.05.  | Internazionali BNL d’Italia Rom, Italien WTA 1000 – 5.509.771 € Sandplatz – 96E/48Q/32D             | Sara Errani Jasmine Paolini            | Coco Gauff Erin Routliffe     | 6:3, 4:6, [10:8] |
| 20.05.  | Internationaux de Strasbourg Straßburg, Frankreich WTA 500 – 922.573 $ Sandplatz – 28E/16Q/16D      | Madison Keys                           | Danielle Collins              | 6:1, 6:2         |
| 20.05.  | Internationaux de Strasbourg Straßburg, Frankreich WTA 500 – 922.573 $ Sandplatz – 28E/16Q/16D      | Cristina Bucșa Monica Niculescu        | Asia Muhammad Aldila Sutjiadi | 3:6, 6:4, [10:6] |
| 20.05.  | Grand Prix SAR La Princesse Lalla Meryem Rabat, Marokko WTA 250 – 267.082 $ Sandplatz – 32E/16Q/16D | Peyton Stearns                         | Mayar Sherif                  | 6:2, 6:1         |
| 20.05.  | Grand Prix SAR La Princesse Lalla Meryem Rabat, Marokko WTA 250 – 267.082 $ Sandplatz – 32E/16Q/16D | Irina Chromatschowa Jana Sisikowa      | Anna Danilina Xu Yifan        | 6:3, 6:2         |
| 27.05.  | French Open Paris, Frankreich Grand Slam – $ Sandplatz – 128E/128Q/64D/32M                          | Iga Świątek                            | Jasmine Paolini               | 6:2, 6:1         |
| 27.05.  | French Open Paris, Frankreich Grand Slam – $ Sandplatz – 128E/128Q/64D/32M                          | Coco Gauff Kateřina Siniaková          | Sara Errani Jasmine Paolini   | 7:65, 6:3        |
| 27.05.  | French Open Paris, Frankreich Grand Slam – $ Sandplatz – 128E/128Q/64D/32M                          | Laura Siegemund Édouard Roger-Vasselin | Desirae Krawczyk Neal Skupski | 6:4, 7:5         |

### Juni
| Datum 1 | Turnier | Siegerin                             | Finalgegnerin                       | Ergebnis          |
| ------- | --- | ------------------------------------ | ----------------------------------- | ----------------- |
| 10.06.  | Rothesay Open Nottingham Nottingham, Vereinigtes Königreich WTA 250 – 267.082 $ Rasen – 32E/24Q/16D          | Katie Boulter                        | Karolína Plíšková                   | 4:6, 6:3, 6:2     |
| 10.06.  | Rothesay Open Nottingham Nottingham, Vereinigtes Königreich WTA 250 – 267.082 $ Rasen – 32E/24Q/16D          | Gabriela Dabrowski Erin Routliffe    | Harriet Dart Diane Parry            | 5:7, 6:3, [11:9]  |
| 10.06.  | Libéma Open ’s-Hertogenbosch, Niederlande WTA 250 – 267.082 $ Rasen – 32E/24Q/16D                            | Ljudmila Samsonowa                   | Bianca Andreescu                    | 4:6, 6:3, 7:5     |
| 10.06.  | Libéma Open ’s-Hertogenbosch, Niederlande WTA 250 – 267.082 $ Rasen – 32E/24Q/16D                            | Ingrid Neel Bibiane Schoofs          | Tereza Mihalíková Olivia Nicholls   | 7:66, 6:3         |
| 17.06.  | ecotrans Ladies Open Berlin, Deutschland WTA 500 – 922.573 € Rasen – 28E/24Q/16D                             | Jessica Pegula                       | Anna Kalinskaja                     | 6:70, 6:4, 7:63   |
| 17.06.  | ecotrans Ladies Open Berlin, Deutschland WTA 500 – 922.573 € Rasen – 28E/24Q/16D                             | Wang Xinyu Zheng Saisai              | Chan Hao-ching Weronika Kudermetowa | 6:2, 7:5          |
| 17.06.  | Rothesay Classic Birmingham Birmingham, Vereinigtes Königreich WTA 250 – 267.082 $ Rasen – 32E/22Q/16D       | Julija Putinzewa                     | Ajla Tomljanović                    | 6:1, 7:68         |
| 17.06.  | Rothesay Classic Birmingham Birmingham, Vereinigtes Königreich WTA 250 – 267.082 $ Rasen – 32E/22Q/16D       | Hsieh Su-wei Elise Mertens           | Miyu Katō Zhang Shuai               | 6:1, 6:3          |
| 24.06.  | Rothesay International Eastbourne Eastbourne, Vereinigtes Königreich WTA 500 – 922.573 $ Rasen – 28E/24Q/16D | Darja Kassatkina                     | Leylah Fernandez                    | 6:3, 6:4          |
| 24.06.  | Rothesay International Eastbourne Eastbourne, Vereinigtes Königreich WTA 500 – 922.573 $ Rasen – 28E/24Q/16D | Ljudmyla Kitschenok Jeļena Ostapenko | Gabriela Dabrowski Erin Routliffe   | 5:7, 7:62, [10:8] |
| 24.06.  | Bad Homburg Open Bad Homburg, Deutschland WTA 500 – 923.000 $ Rasen – 32E/8Q/16D                             | Diana Schneider                      | Donna Vekić                         | 6:3, 2:6, 6:3     |
| 24.06.  | Bad Homburg Open Bad Homburg, Deutschland WTA 500 – 923.000 $ Rasen – 32E/8Q/16D                             | Nicole Melichar-Martinez Ellen Perez | Chan Hao-ching Weronika Kudermetowa | 4:6, 6:3, [10:8]  |

### Juli
| Datum 1 | Turnier                                                                                                | Sieger(in)                               | Finalgegner(in)                           | Ergebnis            |
| ------- | --- | ---------------------------------------- | ----------------------------------------- | ------------------- |
| 01.07.  | Wimbledon Championships London, Vereinigtes Königreich Grand Slam – $ Rasen – 128E/128Q/64D/32M        | Barbora Krejčíková                       | Jasmine Paolini                           | 6:2, 2:6, 6:4       |
| 01.07.  | Wimbledon Championships London, Vereinigtes Königreich Grand Slam – $ Rasen – 128E/128Q/64D/32M        | Kateřina Siniaková Taylor Townsend       | Gabriela Dabrowski Erin Routliffe         | 7:65, 7:61          |
| 01.07.  | Wimbledon Championships London, Vereinigtes Königreich Grand Slam – $ Rasen – 128E/128Q/64D/32M        | Hsieh Su-wei Jan Zieliński               | Giuliana Olmos Santiago González          | 6:4, 6:2            |
| 15.07.  | Palermo Ladies Open Palermo, Italien WTA 250 – 267.082 $ Sandplatz – 32E/24Q/16D                       | Zheng Qinwen                             | Karolína Muchová                          | 6:4, 4:6, 6:2       |
| 15.07.  | Palermo Ladies Open Palermo, Italien WTA 250 – 267.082 $ Sandplatz – 32E/24Q/16D                       | Alexandra Panowa Jana Sisikowa           | Yvonne Cavalle-Reimers Aurora Zantedeschi | 4:6, 6:3, [10:5]    |
| 15.07.  | Hungarian Grand Prix Budapest, Ungarn WTA 250 – 267.082 $ Sandplatz – 32E/24Q/16D                      | Diana Schneider                          | Aljaksandra Sasnowitsch                   | 6:4, 6:4            |
| 15.07.  | Hungarian Grand Prix Budapest, Ungarn WTA 250 – 267.082 $ Sandplatz – 32E/24Q/16D                      | Katarzyna Piter Fanny Stollár            | Anna Danilina Irina Chromatschowa         | 6:3, 3:6, [10:3]    |
| 22.07.  | UniCredit Iași Open Iași, Rumänien WTA 250 – 267.082 $ Sandplatz – 32E/24Q/16D                         | Mirra Andrejewa                          | Elina Awanessjan                          | 5:7, 7:5, 4:0 Aufg. |
| 22.07.  | UniCredit Iași Open Iași, Rumänien WTA 250 – 267.082 $ Sandplatz – 32E/24Q/16D                         | Anna Danilina Irina Chromatschowa        | Alexandra Panowa Jana Sisikowa            | 6:4, 6:2            |
| 22.07.  | Livesport Prague Open Prag, Tschechien WTA 250 – 267.082 $ Sandplatz – 32E/24Q/16D                     | Magda Linette                            | Magdalena Fręch                           | 6:2, 6:1            |
| 22.07.  | Livesport Prague Open Prag, Tschechien WTA 250 – 267.082 $ Sandplatz – 32E/24Q/16D                     | Barbora Krejčíková Kateřina Siniaková    | Bethanie Mattek-Sands Lucie Šafářová      | 6:3, 6:3            |
| 29.07.  | Olympische Sommerspiele Paris, Frankreich Olympische Spiele Sandplatz – 64E/32D/16M                    | Zheng Qinwen                             | Donna Vekić                               | 6:2, 6:3            |
| 29.07.  | Olympische Sommerspiele Paris, Frankreich Olympische Spiele Sandplatz – 64E/32D/16M                    | Iga Świątek                              | Anna Karolína Schmiedlová                 | 6:2, 6:1            |
| 29.07.  | Olympische Sommerspiele Paris, Frankreich Olympische Spiele Sandplatz – 64E/32D/16M                    | Sara Errani Jasmine Paolini              | Mirra Andrejewa Diana Schneider           | 2:6, 6:1, [10:7]    |
| 29.07.  | Olympische Sommerspiele Paris, Frankreich Olympische Spiele Sandplatz – 64E/32D/16M                    | Cristina Bucșa Sara Sorribes Tormo       | Karolína Muchová Linda Nosková            | 6:2, 6:2            |
| 29.07.  | Olympische Sommerspiele Paris, Frankreich Olympische Spiele Sandplatz – 64E/32D/16M                    | Kateřina Siniaková Tomáš Macháč          | Wang Xinyu Zhang Zhizhen                  | 6:2, 5:7, [10:8]    |
| 29.07.  | Olympische Sommerspiele Paris, Frankreich Olympische Spiele Sandplatz – 64E/32D/16M                    | Gabriela Dabrowski Félix Auger-Aliassime | Demi Schuurs Wesley Koolhof               | 6:3, 7:62           |
| 29.07.  | Mubadala Citi DC Open Washington, D.C., Vereinigte Staaten WTA 500 – 922.573 $ Hartplatz – 28E/16Q/16D | Paula Badosa                             | Marie Bouzková                            | 6:1, 4:6, 6:4       |
| 29.07.  | Mubadala Citi DC Open Washington, D.C., Vereinigte Staaten WTA 500 – 922.573 $ Hartplatz – 28E/16Q/16D | Asia Muhammad Taylor Townsend            | Jiang Xinyu Wu Fang-hsien                 | 7:60, 6:3           |

### August
| Datum 1 | Turnier                                                                                       | Sieger(in)                           | Finalgegner(in)                   | Ergebnis          |
| ------- | --------------------------------------------------------------------------------------------- | ------------------------------------ | --------------------------------- | ----------------- |
| 05.08.  | National Bank Open Toronto, Kanada WTA 1000 – 3.211.715 $ Hartplatz – 56E/32Q/28D             | Jessica Pegula                       | Amanda Anisimova                  | 6:3, 2:6, 6:1     |
| 05.08.  | National Bank Open Toronto, Kanada WTA 1000 – 3.211.715 $ Hartplatz – 56E/32Q/28D             | Caroline Dolehide Desirae Krawczyk   | Gabriela Dabrowski Erin Routliffe | 7:62, 3:6, [10:7] |
| 12.08.  | Cincinnati Open Cincinnati, Vereinigte Staaten WTA 1000 – 3.211.715 $ Hartplatz – 56E/32Q/28D | Aryna Sabalenka                      | Jessica Pegula                    | 6:3, 7:5          |
| 12.08.  | Cincinnati Open Cincinnati, Vereinigte Staaten WTA 1000 – 3.211.715 $ Hartplatz – 56E/32Q/28D | Asia Muhammad Erin Routliffe         | Leylah Fernandez Julija Putinzewa | 3:6, 6:1, [10:4]  |
| 19.08.  | Tennis in the Land Cleveland, Vereinigte Staaten WTA 250 – 267.082 $ Hartplatz – 32E/16Q/16D  | McCartney Kessler                    | Beatriz Haddad Maia               | 1:6, 6:1, 7:5     |
| 19.08.  | Tennis in the Land Cleveland, Vereinigte Staaten WTA 250 – 267.082 $ Hartplatz – 32E/16Q/16D  | Cristina Bucșa Xu Yifan              | Shūko Aoyama Eri Hozumi           | 3:6, 6:3, [10:6]  |
| 19.08.  | Abierto GNP Seguros Monterrey, Mexiko WTA 500 – 922.573 $ Hartplatz – 32E/16Q/16D             | Linda Nosková                        | Lulu Sun                          | 7:66, 6:4         |
| 19.08.  | Abierto GNP Seguros Monterrey, Mexiko WTA 500 – 922.573 $ Hartplatz – 32E/16Q/16D             | Guo Hanyu Monica Niculescu           | Giuliana Olmos Alexandra Panowa   | 3:6, 6:3, [10:4]  |
| 26.08.  | US Open New York City, Vereinigte Staaten Grand Slam – $ Hartplatz – 128E/128Q/64D/32M        | Aryna Sabalenka                      | Jessica Pegula                    | 7:5, 7:5          |
| 26.08.  | US Open New York City, Vereinigte Staaten Grand Slam – $ Hartplatz – 128E/128Q/64D/32M        | Ljudmyla Kitschenok Jeļena Ostapenko | Kristina Mladenovic Zhang Shuai   | 6:4, 6:3          |
| 26.08.  | US Open New York City, Vereinigte Staaten Grand Slam – $ Hartplatz – 128E/128Q/64D/32M        | Sara Errani Andrea Vavassori         | Taylor Townsend Donald Young      | 7:60, 7:5         |

### September
| Datum 1 | Turnier                                                                                | Siegerin                                    | Finalgegnerin                          | Ergebnis         |
| ------- | -------------------------------------------------------------------------------------- | ------------------------------------------- | -------------------------------------- | ---------------- |
| 09.09.  | Guadalajara Open Akron Guadalajara, Mexiko WTA 500 – 922.573 $ Hartplatz – 28E/24Q/16D | Magdalena Fręch                             | Olivia Gadecki                         | 7:65, 6:4        |
| 09.09.  | Guadalajara Open Akron Guadalajara, Mexiko WTA 500 – 922.573 $ Hartplatz – 28E/24Q/16D | Anna Danilina Irina Chromatschowa           | Oksana Kalaschnikowa Kamilla Rachimowa | 2:6, 7:5, [10:7] |
| 09.09.  | Jasmin Open Tunisia Monastir, Tunesien WTA 250 – 267.082 $ Hartplatz – 32E/24Q/16D     | Sonay Kartal                                | Rebecca Šramková                       | 6:3, 7:5         |
| 09.09.  | Jasmin Open Tunisia Monastir, Tunesien WTA 250 – 267.082 $ Hartplatz – 32E/24Q/16D     | Anna Blinkowa Mayar Sherif                  | Alina Kornejewa Anastassija Sacharowa  | 2:6, 6:1, [10:8] |
| 16.09.  | Korea Open Seoul, Südkorea WTA 500 – 922.573 $ Hartplatz – 28E/24Q/16D                 | Beatriz Haddad Maia                         | Darja Kassatkina                       | 1:6, 6:4, 6:1    |
| 16.09.  | Korea Open Seoul, Südkorea WTA 500 – 922.573 $ Hartplatz – 28E/24Q/16D                 | Nicole Melichar-Martinez Ljudmila Samsonowa | Miyu Katō Zhang Shuai                  | 6:1, 6:0         |
| 16.09.  | Thailand Open Hua Hin, Thailand WTA 250 – 267.082 $ Hartplatz – 32E/24Q/16D            | Rebecca Šramková                            | Laura Siegemund                        | 6:4, 6:4         |
| 16.09.  | Thailand Open Hua Hin, Thailand WTA 250 – 267.082 $ Hartplatz – 32E/24Q/16D            | Anna Danilina Irina Chromatschowa           | Eudice Chong Moyuka Uchijima           | 6:4, 7:5         |
| 23.09.  | China Open Peking, China WTA 1000 – 8.955.610$ Hartplatz – 96E/48Q/32D                 | Coco Gauff                                  | Karolína Muchová                       | 6:1, 6:3         |
| 23.09.  | China Open Peking, China WTA 1000 – 8.955.610$ Hartplatz – 96E/48Q/32D                 | Sara Errani Jasmine Paolini                 | Chan Hao-ching Weronika Kudermetowa    | 6:4, 6:4         |

### Oktober
| Datum 1 | Turnier                                                                                                  | Siegerin                             | Finalgegnerin                        | Ergebnis         |
| ------- | --- | ------------------------------------ | ------------------------------------ | ---------------- |
| 07.10.  | Dongfeng Voyah Wuhan Open Wuhan, China WTA 1000 – 3.221.715$ Hartplatz – 56E/32Q/28D                     | Aryna Sabalenka                      | Zheng Qinwen                         | 6:3, 5:7, 6:3    |
| 07.10.  | Dongfeng Voyah Wuhan Open Wuhan, China WTA 1000 – 3.221.715$ Hartplatz – 56E/32Q/28D                     | Anna Danilina Irina Chromatschowa    | Asia Muhammad Jessica Pegula         | 6:3, 7:66        |
| 14.10.  | Ningbo Open Ningbo, China WTA 500 – 922.573 $ Hartplatz – 28E/24Q/16D                                    | Darja Kassatkina                     | Mirra Andrejewa                      | 6:0, 4:6, 6:4    |
| 14.10.  | Ningbo Open Ningbo, China WTA 500 – 922.573 $ Hartplatz – 28E/24Q/16D                                    | Demi Schuurs Yuan Yue                | Nicole Melichar-Martinez Ellen Perez | 6:3, 6:3         |
| 14.10.  | Kinoshita Group Japan Open Tennis Championships Osaka, Japan WTA 250 – 267.082 $ Hartplatz – 32E/24Q/16D | Suzan Lamens                         | Kimberly Birrell                     | 6:0, 6:4         |
| 14.10.  | Kinoshita Group Japan Open Tennis Championships Osaka, Japan WTA 250 – 267.082 $ Hartplatz – 32E/24Q/16D | Ena Shibahara Laura Siegemund        | Cristina Bucșa Monica Niculescu      | 3:6, 6:2, [10:2] |
| 21.10.  | Toray Pan Pacific Open Tokio, Japan WTA 500 – 922.573 $ Hartplatz – 28E/24Q/16D                          | Zheng Qinwen                         | Sofia Kenin                          | 7:65, 6:3        |
| 21.10.  | Toray Pan Pacific Open Tokio, Japan WTA 500 – 922.573 $ Hartplatz – 28E/24Q/16D                          | Shūko Aoyama Eri Hozumi              | Ena Shibahara Laura Siegemund        | 6:4, 7:63        |
| 21.10.  | Guangzhou Open Guangzhou, China WTA 250 – 267.082 $ Hartplatz – 32E/24Q/16D                              | Olga Danilović                       | Caroline Dolehide                    | 6:3, 6:1         |
| 21.10.  | Guangzhou Open Guangzhou, China WTA 250 – 267.082 $ Hartplatz – 32E/24Q/16D                              | Kateřina Siniaková Zhang Shuai       | Katarzyna Piter Fanny Stollár        | 6:4, 6:1         |
| 28.10.  | Jiangxi Open Jiujiang, China WTA 250 – 267.082 $ Hartplatz – 32E/16Q/16D                                 | Viktorija Golubic                    | Rebecca Šramková                     | 6:3, 7:5         |
| 28.10.  | Jiangxi Open Jiujiang, China WTA 250 – 267.082 $ Hartplatz – 32E/16Q/16D                                 | Guo Hanyu Moyuka Uchijima            | Katarzyna Piter Fanny Stollár        | 7:63, 7:5        |
| 28.10.  | Mérida Open Akron Mérida, Mexiko WTA 250 – 267.082 $ Hartplatz – 32E/16Q/14D                             | Zeynep Sönmez                        | Ann Li                               | 6:2, 6:1         |
| 28.10.  | Mérida Open Akron Mérida, Mexiko WTA 250 – 267.082 $ Hartplatz – 32E/16Q/14D                             | Quinn Gleason Ingrid Gamarra Martins | Magali Kempen Lara Salden            | 6:4, 6:4         |
| 28.10.  | Hong Kong Tennis Open Hongkong, China WTA 250 – 267.082 $ Hartplatz – 32E/16Q/16D                        | Diana Schneider                      | Katie Boulter                        | 6:1, 6:2         |
| 28.10.  | Hong Kong Tennis Open Hongkong, China WTA 250 – 267.082 $ Hartplatz – 32E/16Q/16D                        | Ulrikke Eikeri Makoto Ninomiya       | Shūko Aoyama Eri Hozumi              | 6:4, 4:6, [11:9] |

### November
| Datum 1 | Turnier                                                                                | Siegerin                          | Finalgegnerin                      | Ergebnis       |
| ------- | -------------------------------------------------------------------------------------- | --------------------------------- | ---------------------------------- | -------------- |
| 04.11.  | WTA Finals Riad, Saudi-Arabien Jahresendveranstaltung – $ 12.500.000 Hartplatz – 8E/8D | Coco Gauff                        | Zheng Qinwen                       | 3:6, 6:4, 7:62 |
| 04.11.  | WTA Finals Riad, Saudi-Arabien Jahresendveranstaltung – $ 12.500.000 Hartplatz – 8E/8D | Gabriela Dabrowski Erin Routliffe | Kateřina Siniaková Taylor Townsend | 7:5, 6:3       |
| 11.11.  | Billie Jean King Cup, Finale                                                           | Italien                           | Slowakei                           | 2:0            |

## Weltranglistenpunkte
Abhängig von der erreichten Runde erhielten die Spielerinnen folgende Punkte für die WTA-Weltrangliste:
| Turnierkategorie         | S     | F     | HF   | VF                          | AF                          | R32                         | R64                         | R128                        | Q                           | Q3                          | Q2                          | Q1                          |
| ------------------------ | ----- | ----- | ---- | --------------------------- | --------------------------- | --------------------------- | --------------------------- | --------------------------- | --------------------------- | --------------------------- | --------------------------- | --------------------------- |
| Grand Slam (E)           | 2000  | 1300  | 780  | 430                         | 240                         | 130                         | 70                          | 10                          | 40                          | 30                          | 20                          | 2                           |
| Grand Slam (D)           | 2000  | 1300  | 780  | 430                         | 240                         | 130                         | 10                          | –                           | –                           | –                           | –                           | –                           |
| WTA Finals (E, D)        | 1500* | 1000* | 600* | (+200 pro Round-Robin-Sieg) | (+200 pro Round-Robin-Sieg) | (+200 pro Round-Robin-Sieg) | (+200 pro Round-Robin-Sieg) | (+200 pro Round-Robin-Sieg) | (+200 pro Round-Robin-Sieg) | (+200 pro Round-Robin-Sieg) | (+200 pro Round-Robin-Sieg) | (+200 pro Round-Robin-Sieg) |
| WTA 1000 (96E, 48Q)      | 1000  | 650   | 390  | 215                         | 120                         | 65                          | 35                          | 10                          | 30                          | –                           | 20                          | 2                           |
| WTA 1000 (56E, 32Q)      | 1000  | 650   | 390  | 215                         | 120                         | 65                          | 10                          | –                           | 30                          | –                           | 20                          | 2                           |
| WTA 1000 (28/32D)        | 1000  | 650   | 390  | 215                         | 120                         | 10                          | –                           | –                           | –                           | –                           | –                           | –                           |
| WTA 500 (48E, 24Q)       | 500   | 325   | 195  | 108                         | 60                          | 32                          | 1                           | –                           | 25                          | –                           | 13                          | 1                           |
| WTA 500 (28/30E, 16/24Q) | 500   | 325   | 195  | 108                         | 60                          | 1                           | –                           | –                           | 25                          | –                           | 13                          | 1                           |
| WTA 500 (24D)            | 500   | 325   | 195  | 108                         | 60                          | 1                           | –                           | –                           | –                           | –                           | –                           | –                           |
| WTA 500 (16D)            | 500   | 325   | 195  | 108                         | 1                           | –                           | –                           | –                           | –                           | –                           | –                           | –                           |
| WTA 250 (32E, 24/16Q)    | 250   | 163   | 98   | 54                          | 30                          | 1                           | –                           | –                           | 18                          | –                           | 12                          | 1                           |
| WTA 250 (16D)            | 250   | 163   | 98   | 54                          | 1                           | –                           | –                           | –                           | –                           | –                           | –                           | –                           |

| WTA 500 (United Cup)                       |          |           |           |           |            |             |          |
| Punkte pro Sieg gegen Gegnerin mit Ranking |          |           |           |           |            |             |          |
| Runde                                      | Nr. 1–10 | Nr. 11–20 | Nr. 21–30 | Nr. 31–50 | Nr. 51–100 | Nr. 101–250 | Nr. 251+ |
| Finale                                     | 180      | 140       | 120       | 90        | 60         | 40          | 35       |
| Halbfinale                                 | 130      | 105       | 90        | 60        | 40         | 35          | 25       |
| Städte-Finale                              | 80       | 65        | 55        | 40        | 35         | 25          | 15       |
| Gruppenphase                               | 55       | 45        | 40        | 35        | 25         | 20          | 15       |

- E = Einzelspielerin, D = Doppelspielerin, Q = Qualifikationsspielerin
- Vorausgesetzt, dass während des Round Robins alle Spiele gewonnen wurden.

## Rücktritte
- Garbiñe Muguruza – April 2024[10]
- Camila Giorgi – Mai 2024[11]
- Alizé Cornet – Mai 2024[12]
- Anna Turati – Juni 2024[13]
- Alexandra Cadanțu-Ignatik – Juni 2024[14]
- Raluca Olaru – Juni 2024[15]
- Alexandra Cadanțu-Ignatik – Juli 2024[16]
- Réka Luca Jani – Juli 2024[17]
- Angelique Kerber – 31. Juli 2024
- Alison Van Uytvanck – 19. August 2024[18]
- Shelby Rogers – 30. August 2024[19]
- Jelena Wesnina – 22. November 2024[20]
- Daniela Seguel – November 2024[21]